# Zwanger & Co
Zwanger & Co is een Nederlandse romantische komedie uit 2022 geregisseerd en mede geproduceerd door Johan Nijenhuis. De film ging op 25 juni 2022 in première.

## Verhaal
De film volgt de 36-jarige alleenstaande verloskundige Merel die er bewust voor kiest om zwanger te worden zonder de perfecte partner te hebben. Op het zelfde moment wordt haar vader Piet, een zestiger, nogmaals vader en is haar 23-jarige nichtje Eva ook in blijde verwachting. Al deze aanstaande ouders, in verschillende levensfases, krijgen vervolgens te maken met hun eigen beproevingen.

## Rolverdeling
| acteur                | personage            |
| --------------------- | -------------------- |
| Lieke van Lexmond     | Merel                |
| Bo Maerten            | Eva                  |
| Thom Hoffman          | Piet                 |
| Manuel Broekman       | Thomas               |
| Carolina Dijkhuizen   | Chantal              |
| Waldemar Torenstra    | Luuk                 |
| Matteo van der Grijn  | Theo                 |
| Maaike Martens        | Annet                |
| Beppie Melissen       | moeder van Merel     |
| Roos Wiltink          | Nikki                |
| Imanuelle Grives      | Jayda                |
| Soumaya Ahouaoui      | Ina                  |
| Leo Alkemade          | Jo-Willie            |
| Rune Kraan            | Janneke              |
| Han Oldigs            | opa                  |
| Doris Baaten          | oma                  |
| Chava voor in 't Holt | Tina                 |
| Pepijn Schoneveld     | Benja                |
| Ridder van Kooten     | Dylan                |
| Frenck Hakkaart       | Brian                |
| Rick Hakkaart         | Nick                 |
| Ferdi Stofmeel        | Giliano              |
| Jacqueline Blom       | Lidewij              |
| Leonie ter Braak      | Maxime               |
| Edwin Jonker          | Silvijn              |
| Loek Peters           | Leo                  |
| Vincent Croiset       | fertiliteitsarts     |
| Bas Keijzer           | gynaecoloog Milo     |
| Eva Poppink           | moeder in wachtkamer |
| Abbey Hoes            | beddenverkoopster    |
| Raymi Sambo           | regisseur            |

## Achtergrond
De film werd geregisseerd en mede geproduceerd door Johan Nijenhuis, voor de productie werd hij bijgestaan door producent Ingmar Menning. Het scenario van de film werd geschreven door Aliefka Bijlsma en Jacqueline Epskamp, gebaseerd op een idee van uitvoerend producent Daan Mollema. De opnamen van de film gingen in begin september 2020 van start en vonden onder andere plaats in Purmerend. Voor de soundtrack van de film zong zangeres Davina Michelle drie nummers in. Hoofdrollen in de film waren weggelegd voor onder anderen Lieke van Lexmond, Waldemar Torenstra, Thom Hoffman en Bo Maerten.
Op 19 april 2022 werd de eerste trailer van de film uitgebracht. Zwanger & Co ging op 25 juni 2022 in première voor pers en genodigden bij het Koninklijk Theater Tuschinski in Amsterdam, de film werd vervolgens op 7 juli 2022 door distributeur Dutch FilmWorks landelijk in de bioscopen uitgebracht. Een maand later, op 9 augustus 2022,  werd de film bekroond met een Gouden Film voor het behalen van 100.000 bioscoopbezoekers.
In december 2022 verscheen de film op streamingdienst Netflix.